# Caroline Earle White
Caroline Earle White, född 1833, död 1916, var en amerikansk filantrop och samhällsreformator. Hon var medgrundare till världens första djurskyddsförening, Pennsylvania Society for the Prevention of Cruelty to Animals (PSPCA) år 1867; Women’s Humane Society (WPSPCA) år 1869, som bildade världens första skyddshem för djur; och American Anti-Vivisection Society (AAVS) år 1883. Hon var även verksam inom Women’s Christian Temperance Union och stödde kvinnlig rösträtt.